# Beebe Plain

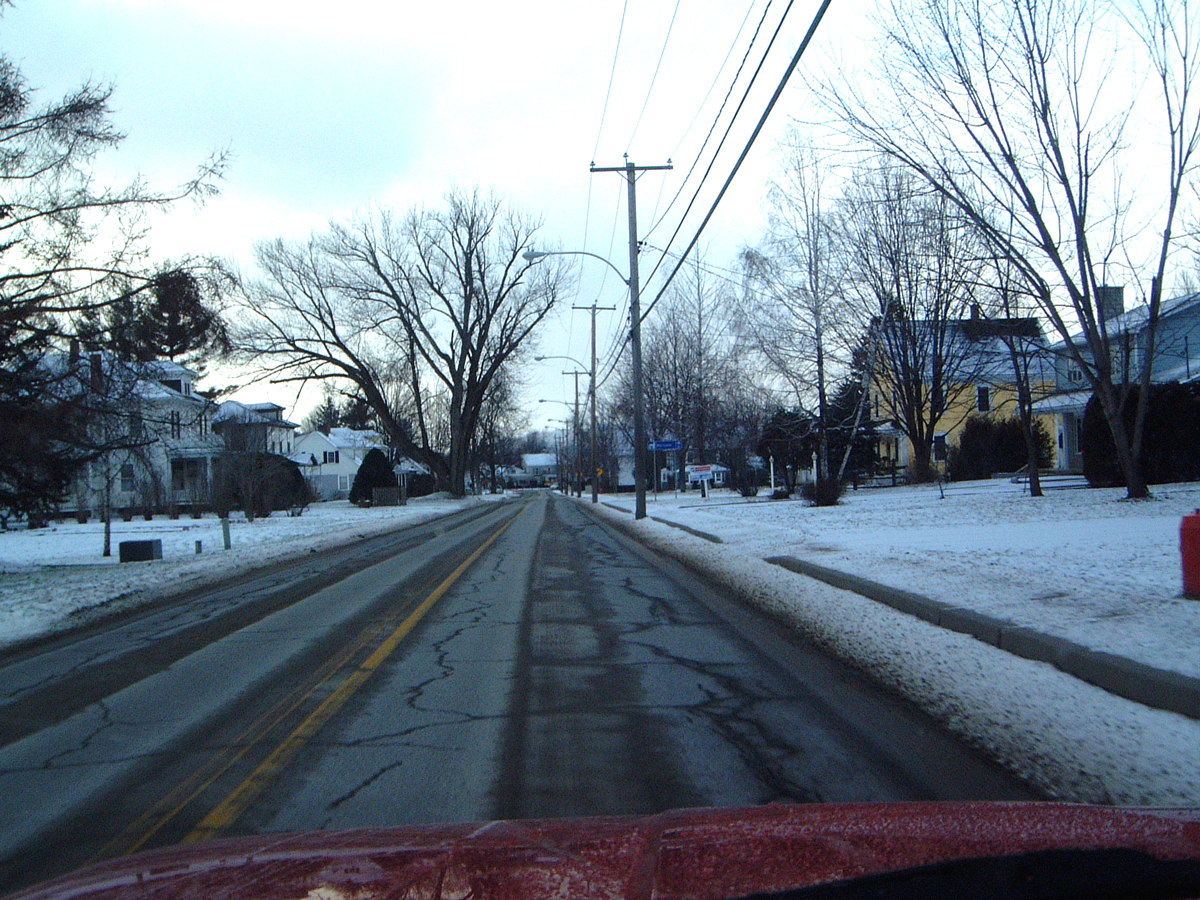
La rue Canusa. La voiture circule du côté québécois de la route en direction ouest.

Beebe Plain, ou simplement Beebe, est une ancienne municipalité de village du Québec et un secteur de la ville de Stanstead (région administrative de l'Estrie), à la frontière entre le Canada et les États-Unis. Cette frontière est marquée par le tracé de l'avenue Canusa (CANada USA). En tant que village divisé, Beebe Plain se situe partiellement sur le comté d'Orléans au Vermont.
Le village de Beebe Plain est établi vers 1789 par M. Zeba Beebe du Connecticut et situé tout à fait littéralement sur la frontière Québec-Vermont à 45° 00′ 21″ N, 72° 08′ 31″ O, divisé au centre entre le canton de Stanstead, Québec et le comté d'Orléans, Vermont.  
Il fait partie d'un groupe de petits villages frontaliers qui incluent Rock Island/Derby Line et Stanstead et se situe près du lac Memphrémagog, un peu à l'ouest de l’autoroute 55 (l'Interstate-91 américaine) entre Newport (Vermont) et Magog.  
Le village est coupé en deux par la frontière internationale. La légende locale prétend que la détermination du tracé de la frontière, fut confiée à un groupe d'arpenteurs bien ivres, qui décida de placer la frontière en plein cœur du village au long de ce qui est maintenant la rue CanUSA (nominalement à 45.00°N).
Beebe abrite 975 Canadiens (1991) et un aussi petit nombre d'Américains. Les villages de Rock Island et Beebe Plain font partie de Stanstead (population 3 000) depuis la fusion des trois villages en 1995.
La ligne Massawippi Valley Railway (en), louée par le chemin de fer Québec Central depuis 1926 puis abandonnée en 1992, est maintenant une piste cyclable.

## Le granit de Beebe
Le granit de Beebe (ou « le granit gris de Stanstead ») est célèbre pour son usage dans la conception architecturale.  La production du granit de la région, est sans doute, la plus grande industrie locale ; une grande partie de la pierre étant employée dans la construction des pierres tombales, des mausolées et des mémoriaux.  
Une ancienne voie ferrée qui avait relié Magog à Beebe avant de franchir la frontière des États-Unis a été abandonnée et désaffectée par le Canadien Pacifique en 1989-1991 ; l’ancien droit de passage ferroviaire reste ouvert pour récréation bien que la qualité du sentier varie entre bon et rugueux/rocheux. 

## Rock Island/Derby Line

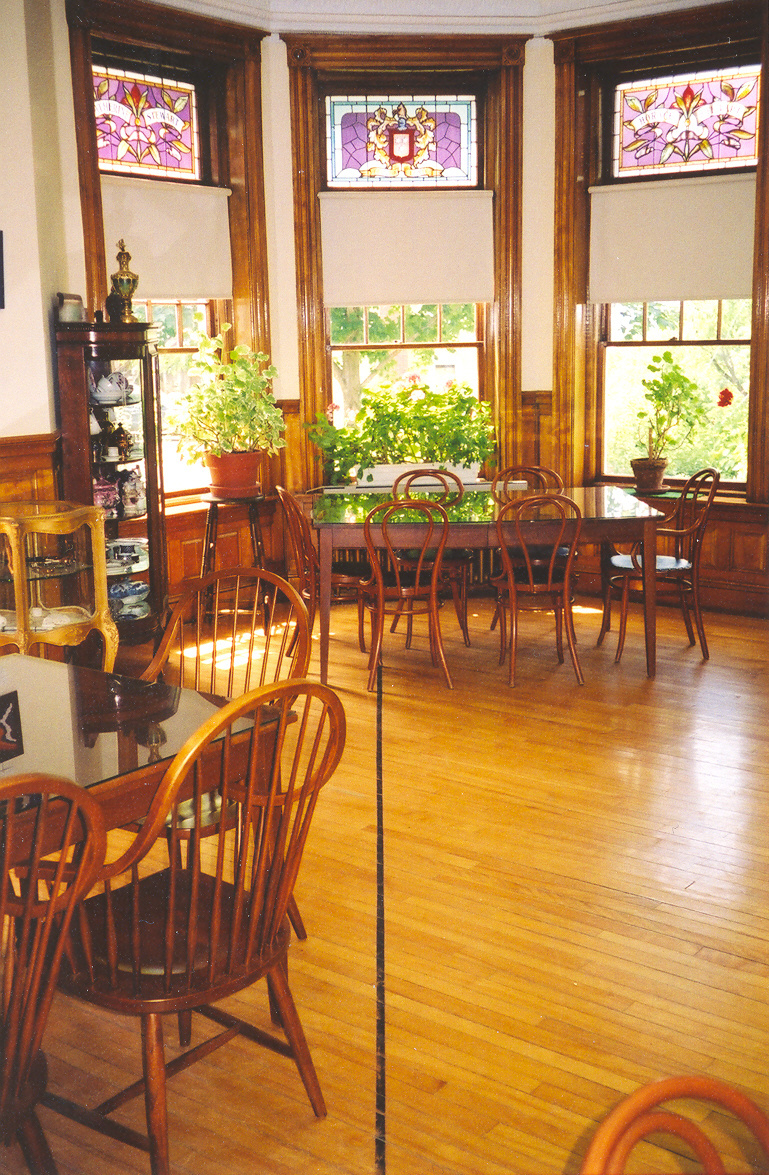
La frontière canado-américaine à la Bibliothèque libre et opéra Haskell.

Rock Island/Derby Line est célèbre en raison de la Bibliothèque et salle d'opéra Haskell, construite délibérément sur la frontière internationale et ouverte en 1904. Les propriétaires originaux étaient un couple binational ; M Carlos F. Haskell, un homme d'affaires américain de Derby Line, VT (propriétaire de quelques scieries) et Mme Martha Stewart Haskell, citoyenne canadienne. L'intention était que les gens des deux côtés de la frontière puissent s’en servir. L’édifice est maintenant connu comme site historique répertorié aux deux pays.
Dans quelques endroits, la frontière internationale divise les maisons de sorte que les repas préparés dans un pays sont mangés dans l'autre.  
Une usine entière de machine-outils, autrefois exploitée par la division Butterfield de Litton Industries, était également divisée en deux par la frontière.

## Démographie
| 1881 | 1901 | 1911 | 1921 | 1931  | 1941  | 1951  | 1961  |
| ---- | ---- | ---- | ---- | ----- | ----- | ----- | ----- |
| 96   | 477  | 808  | 921  | 1 053 | 1 024 | 1 352 | 1 363 |

## Stanstead au Québec
Stanstead est un village en grande partie de racine loyalistes. Il fut établi en 1796 par Johnson Taplin.  On y imprime encore le Journal de Stanstead, un journal hebdomadaire de langue anglaise fondé en 1845.